# Karl-Sczuka-Preis
Der Karl-Sczuka-Preis für Hörspiel als Radiokunst ist ein Hörspielpreis, der nach Sczukas frühem Tod 1954 ab 1955 bis 1963 alle zwei Jahre und seit 1967 jährlich zunächst vom Südwestfunk und seit dessen Fusion mit dem Süddeutschen Rundfunk vom Südwestrundfunk (SWR) verliehen wird. Er gilt international als angesehenster Preis für genuine Radiokunst.

## Geschichte
Der Preis wurde zunächst für Hörspielmusik vergeben und ist nach Satzungsänderungen in den Jahren 1969 bis 1972 zur wichtigsten Auszeichnung für avancierte Werke der Radiokunst geworden. Ausgezeichnet wird „die beste Produktion eines Hörwerks, das in akustischen Spielformen musikalische Materialien und Strukturen benutzt“.
Seit 1972 wird der Karl-Sczuka-Preis im Rahmen der Donaueschinger Musiktage verliehen. Er ist mit 12.500 € dotiert, der Förderpreis mit 5000 €. Benannt ist der Preis nach Karl Sczuka (1900–1954), der von 1946 bis 1954 Hauskomponist des Südwestfunks Baden-Baden war.

## Verliehene Preise

### Preisträger 1955–1971
- 1955 Der Tiger Jussuf von Günter Eich, Musik: Siegfried Franz, Regie: Kurt Reiss
- 1956 Der trojanische Krieg findet nicht statt von Jean Giraudoux, Musik: Peter Zwetkoff, Regie Gert Westphal
- 1957 Stadt im Süden von Giuseppe Patroni Griffi, Musik: Bruno Maderna, Regie: Ettore Cella
- 1959 Der Doktor und die Teufel von Dylan Thomas, Musik: Siegfried Franz, Regie: Fritz Schröder-Jahn
- 1959 Allah hat hundert Namen von Günter Eich, Musik: Hans-Martin Majewski, Regie: Ludwig Cremer
- 1961 Ungeduld des Herzens von Stefan Zweig, Musik: Peter Zwetkoff, Regie: Gert Westphal
- 1963 Der reumütige Leichnam von Hermann Moers, Musik: Friedrich Scholz, Regie: Gerd Beermann
- 1967 Zizibä von Sebastian Goy, Musik: Miroslav Kefurt, Regie: Jörg Franz
- 1967 Der Herbst des Zauberers von Gerhardt Janner, Regie:  Jiri Horcicka
- 1968 Was sagen Sie zu Erwin Mauss? von Paul Pörtner, Musik: Walter Baumgartner, Regie: Paul Pörtner
- 1969 Nicht vergeben
- 1970 (Hörspiel) Ein Aufnahmezustand von Mauricio Kagel, Regie: Mauricio Kagel
- 1971 Bringen um zu kommen von Franz Mon

### Preisträger 1972–1991
- 1972 Portrait von Luc Ferrari
- 1973 Ändere die Welt, sie braucht es von Wilhelm Zobl
- 1974 Die schreckliche Verwirrung des Giuseppe Verdi von Urs Widmer, Musik: Peter Zwetkoff
- 1975 Radioball. Hörtext 11 von Ferdinand Kriwet
- 1976 Beethovens Fünfte von Walter Kempowski, Regie:  Heinz Hostnig
- 1977 Wintermärchen. Ein Radiomelodram von Gerhard Rühm
- 1978 Nicht vergeben
- 1979 Roratorio. Ein irischer Zirkus über Finnegans Wake von John Cage
- 1980 Nicht vergeben
- 1981 Warcries, Kriegsschreie … von  Barry Bermange
- 1981 New Music America von Hans-Ola Ericsson, Ole Lützow-Holm und Richard P. Scott
- 1982 Bohnen Sequenzen von Alison Knowles
- 1982 Wenn zum Beispiel nur einer in einem Raum ist von Franz Mon
- 1983 Rapport sonore. Relato sonoro. Klangbericht von Juan Allende-Blin
- 1984 Verkommenes Ufer von Heiner Müller, Regie: Heiner Goebbels
- 1985 Tagesproduktion von Stephan Wunderlich
  - Produktionsstipendium für Künstlergruppe „Blinde Ehemänner“
- 1986 Sehr geehrter Herr! – Ein Requiem von Patricia Jünger
- 1987 Metropolis oder Radioville London von Barry Bermange
  - Produktionsstipendium für Giorgio Battistelli
- 1988 Verirrt. Ein Labyrinth von Luc Ferrari
- 1989 Südwärts, südwärts – hörspiel nach einer dokumentarischen niederschrift von anselm ruest von Hartmut Geerken
- 1990 Wolokolamsker Chaussee I–V von Heiner Müller, Regie: Heiner Goebbels
- 1991 Nicht vergeben
  - Produktionstipendium für Hans Ulrich Humpert
- 1991 Förderpreis für Andromache von Hans Ulrich Humpert

### Preisträger 1992–2011
- 1992 Schliemanns Radio – Hörstück in 12 Protokollen von Heiner Goebbels
- 1993 Übergang über die Beresina – Eine Audioarchäologie von Ulrich Gerhardt
- 1994 Hexenring von Hartmut Geerken
- 1995 Nah und fern – Radiostück für Glocken und Trompeten mit Hintergrund von Mauricio Kagel
- 1996 Von den Fahrplänen braucht man nicht zu reden von Franz Mon
- 1997 Antagonismen von Pierre Henry
  - Förderpreis für Just and Thongs von Johannes S. Sistermanns
- 1998 Winter Diary von R. Murray Schafer
- 1999 Topophonia - Hörwerk Nr. 19 von Barry Bermange
- 1999 Förderpreis für Rollenspiel (π r2) von Thomas Gerwin
  - Förderpreis für Vinyl Coda II von Philip Jeck
- 2000 Mecanica Natura von Caroline Wilkins
  - Förderpreis für Cikoria. Eine Reise. Ein Jahr von Hanna Hartman
- 2001 Das Couvert der Vögel von Friederike Mayröcker, Regie: Klaus Schöning
  - Förderpreis für In the End of the Road 1. Hard Connection 2. Journey to my Father 3. Everything around Me is Falling von Blagomir Alexiev
- 2002 Il tempo cambia von Stefano Giannotti
  - Förderpreis für Windscapes von Andreas Bick
- 2003 Sechs Heidelberger Studien von Asmus Tietchens
- 2004 Skeleton in the Museum von Jon Rose
  - Förderpreis für tuning, stumm von Oswald Egger
- 2005 Att fälla grova träd är förknippat med risker (Das Fällen hoher Bäume ist mit Risiken verbunden) von Hanna Hartman
  - Förderpreis für Call me yesterday von Antje Vowinckel
- 2006 Trois Dryades von Asmus Tietchens
- 2007 Geologica von Stefano Gianotti
  - Förderpreis für 3 akustische Gedichte von Bernadette Johnson
- 2008 übersetzungen/translations von Thomas Meinecke und David Moufang
  - Förderpreis für suchrufen, taub von Anja Utler
- 2009 Séance Vocibus Avium von Wolfgang Müller
- 2010 Ohne Ort und Jahr von Oswald Egger / Iris Drögekamp
  - Förderpreis für One from In the Room von Sung Hwan Kim / David Michael DiGregorio
- 2011: Die 50 Skulpturen des Institut für Feinmotorik von Institut für Feinmotorik[1]
  - Förderpreis für vogelherdrecherche von Ulrike Janssen

### Preisträger seit 2012
- 2012 Serge Baghdassarians und Boris Baltschun für ihr Radiostück Bodybuilding
  - Förderpreis Jan Jelinek für seine Studioproduktion Kennen Sie Otahiti?
- 2013 Linz und Lunz von Oswald Egger / Iris Drögekamp[2]
  - Förderpreis für werk_statt_incanto (vierteilige Autorenproduktion) von Rafael Nassif[3]
- 2014 Circulating over Square Waters von  Carl Michael von Hausswolff
  - Förderpreis für No Input Ensemble & 2xC für Fieber. Kommentarwerk zum Gebirgskriegsprojekt[4]
- 2015 Hugo Wolf und drei Grazien, letzter Akt von Gerhard Rühm
  - Förderpreis für Entstehung dunkel von Dagmara Kraus und Marc Matter
- 2016 Desert Bloom von Christina Kubisch, Peter Kutin und Florian Kindlinger
  - Förderpreis für Engel der Erinnerung von Marco Blaauw
- 2017 In The Woods There Is A Bird… von Olaf Nicolai (mit Frank Bretschneider)
- 2018 Vive les fantômes von Martin Brandlmayr
  - Förderpreis für Die Gefahren eines Jahres im Deutschlandfunk von Carsten Schneider
- 2019 Meerschallschwamm und Schweigefang von Ulrike Janssen und Marc Matter
  - Förderpreis für Hra na uši / The Ears Game von Jiří Adámek und Ladislav Źelezný
- 2020 ANTIPODES for voices and dead electronics von Frédéric Acquaviva
- 2021 Fog Factory von Hanna Hartman, im Oktober 2020 beim Echoes around me Festival in Wien uraufgeführt
- 2022 Überwachung – in drei Episoden von Jan Jelinek
  - Förderpreis für Heimatgefühle von Ira Hadžić
- 2023 Interstitial Spaces von Martin Brandlmayr[5]
  - Förderpreis für babblesnatch von Leona Jones
- 2024: Revenant von Anna Friz
  - Förderpreis für Ecce, sigh! Siren calls…still, I feel the same – An acousmatic cadaver
    - Recherchestipendium (in Zusammenarbeit mit dem Goethe-Institut) für ZOOM01_DXC_BER.MP3 (Dong Xuan Center) von Maya Nguyen[6]
- 2025: apeiron von Leona Jones
  - Förderpreis für Polyphonie an der Peripherie von Jorn Ebner[7]